# Łycholitky
Łycholitky (ukr. Лихолітки) – wieś na Ukrainie, w obwodzie czernihowskim, w rejonie czernihowskim, w hromadzie Kozełeć. W 2001 liczyła 855 mieszkańców.